# Столєтов Всеволод Миколайович
Всеволод Миколайович Столєтов (2 січня 1907, село Леоново Покровського повіту Владимирської губернії, тепер Петушинського району Владимирської області, Російська Федерація — 8 грудня 1989, місто Москва) — радянський діяч, міністр вищої освіти СРСР, міністр вищої і середньої спеціальної освіти Російської РФСР, президент Академії педагогічних наук СРСР. Кандидат у члени ЦК КПРС у 1952—1956 роках. Депутат Верховної ради РРФСР 6—10-го скликань. Доктор біологічних наук (1958). Дійсний член Академії педагогічних наук СРСР по відділенню теорії та історії педагогіки (30.01.1968).

## Життєпис
Народився в родині міщанина.
У вересні 1924—1925 роках — викладач курсів ліквідації неписьменності на станції Петушки. У 1925—1926 роках — секретар Аннинського волосного відділу політико-просвітницької роботи.
У січні 1926 — 1929 року — кур'єр, технічний секретар наукового журналу «Пути сельского хозяйства» в місті Москві.
У липні 1929 — березні 1933 року — відповідальний секретар редакції журналу «Социалистическая реконструкция сельского хозяйства».
У 1931 році закінчив Московську сільськогосподарську академію імені Тімірязєва.
У березні 1933 — 1938 року — робочий редактор журналу «Социалистическая реконструкция сельского хозяйства».
У 1938—1939 роках — редактор журналу «Советское хлопководство»; старший редактор редакції рослинницької літератури видавництва «Сельхозгиз».
У 1939—1941 роках — помічник президента Всесоюзної академії сільськогосподарських наук імені Леніна Трохима Лисенка.
Член ВКП(б) з 1940 року.
До липня 1941 року — старший науковий співробітник, вчений секретар Інституту генетики Академії наук СРСР.
У липні 1941 — квітні 1942 року — в Червоній армії, учасник німецько-радянської війни.
У квітні 1942 — 1945 року — старший науковий співробітник, вчений секретар Інституту генетики Академії наук СРСР.
У 1945—1948 роках — заступник директора з наукової роботи Інституту генетики Академії наук СРСР.
9 серпня 1948 — липень 1950 року — директор Московської сільськогосподарської академії імені Тімірязєва.
У липні 1950 — лютому 1951 року — заступник міністра сільського господарства СРСР — начальник Головного управління сільськогосподарської пропаганди Міністерства сільського господарства СРСР.
9 лютого 1951 — 15 березня 1953 року — міністр вищої освіти СРСР.
У березня 1953 — квітні 1954 року — заступник міністра культури СРСР.
У квітні 1954 — вересні 1959 року — 1-й заступник міністра вищої і середньої освіти СРСР.
27 вересня 1959 — 18 лютого 1972 року — міністр вищої і середньої спеціальної освіти Російської РФСР.
У грудні 1971 — травні 1981 року — президент Академії педагогічних наук СРСР. Автор праць з генетики та селекції, проблем вищої і середньої освіти.
Одночасно в 1975—1984 роках — голова президії Радянського товариства із культурних зв'язків із співвітчизниками за кордоном (товариство «Родина»).
З травня 1981 року — персональний пенсіонер союзного значення в Москві.
Помер 8 грудня 1989 року в Москві. Похований в селі Леоново Петушинського району Владимирської області.

## Нагороди
- чотири ордени Леніна (27.10.1949; 15.09.1961; 14.01.1967; 20.12.1976)
- орден Жовтневої Революції (9.09.1971)
- орден Трудового Червоного Прапора (22.12.1956)
- орден Дружби народів (19.12.1986)
- орден «Знак Пошани» (10.06.1945)
- медалі